# Святоша (фильм, 1965)
«Свято́ша» (бенг. মহাপুরুষ, Mahapurush) — чёрно-белая комедия 1965 года индийского режиссёра Сатьяджита Рая на бенгальском языке. Сюжет основан на рассказе Birinchi Baba Раджшекхара Басу (Парашурам) и затрагивает популярную в Калькутте 1950—1960-х годов моду на групповые встречи в кофейнях для обмена историями и споров о политике. Фильм получил похвалы от критика Кеннета Тайнена из газеты The Observer, но не имел популярности у бенгалоязычной аудитории. «Святоша» демонстрировался вместе с фильмом «Трус» (Kapurush) под общим названием Kapurush-o-Mahapurus. Провалился в прокате и не завоевал каких-либо наград.

## Сюжет
Адвокат Гурупада Миттер и его дочь Бучки встречают Биринчи Бабу, который утверждает, что он бессмертный. Он рассказывает истории из прошлого, о своих спорах с Платоном о времени, о том, как он подсказал Эйнштейну формулу E=mc², о своих встречах с Иисусом Христом и Буддой. Со временем количество богатых поклонников у Биринчи Бабы стало увеличиваться.
Гурупада решает покровительствовать святому человеку и стать его учеником. Его дочь разочарована своим возлюбленным Сатьей, и чтобы преподать ему урок, она говорит Сатье, что собирается оставить его и также стать учеником Биринчи Бабы.
Сатья обращается за помощью к своему другу Нибарану. Очень скоро Нибаран понимает, что Биринчи Баба является мошенником и открывает всем его истинное лицо.

## В ролях
| Актёр                | Роль                             |
| -------------------- | -------------------------------- |
| Чарупракаш Гхош      | Биринчи Баба                     |
| Роби Гхош            | ассистент Биринчи Бабы           |
| Прасад Мукерджи      | Гурупада Миттер                  |
| Гитали Рой           | Бучки, младшая дочь Гурупады     |
| Сатиндра Бхаттачарья | Сатья, возлюбленный Бучки        |
| Сомен Бозе           | Нибаран, друг Сатьи              |
| Сантош Дутта         | профессор Нани                   |
| Ренука Рой           | жена Нани, старшая дочь Гурупады |